# Stagmomantis floridensis
Stagmomantis floridensis är en bönsyrseart som beskrevs av Davis 1919. Stagmomantis floridensis ingår i släktet Stagmomantis och familjen Mantidae. Inga underarter finns listade i Catalogue of Life.